# Curtina
Curtina – miasto w Urugwaju, w departamencie Tacuarembó.